# Aulo Licinio Nerva Siliano
Aulo Licinio Nerva Siliano (¿?-¿?), o Silio Nerva, fue un senador romano del siglo I, cónsul en el año 65. 

## Familia
Su abuelo también se llamó Aulo Licinio Nerva Siliano y era amigo de César Augusto y fue cónsul en el año 7.
Su padre fue Publio Silio Nerva, cónsul en el año 28, siendo su nombre Silio Nerva, pasando a ser adoptado por Aulo Licinio.

## Carrera política
Fue nombrado cónsul ordinario en el año 65, junto con Marco Julio Vestino Ático, siendo emperador Nerón. Este fue el año de la conjura de Pisón, lo que provocó su ejecución.